# ホワイトホース (酒)

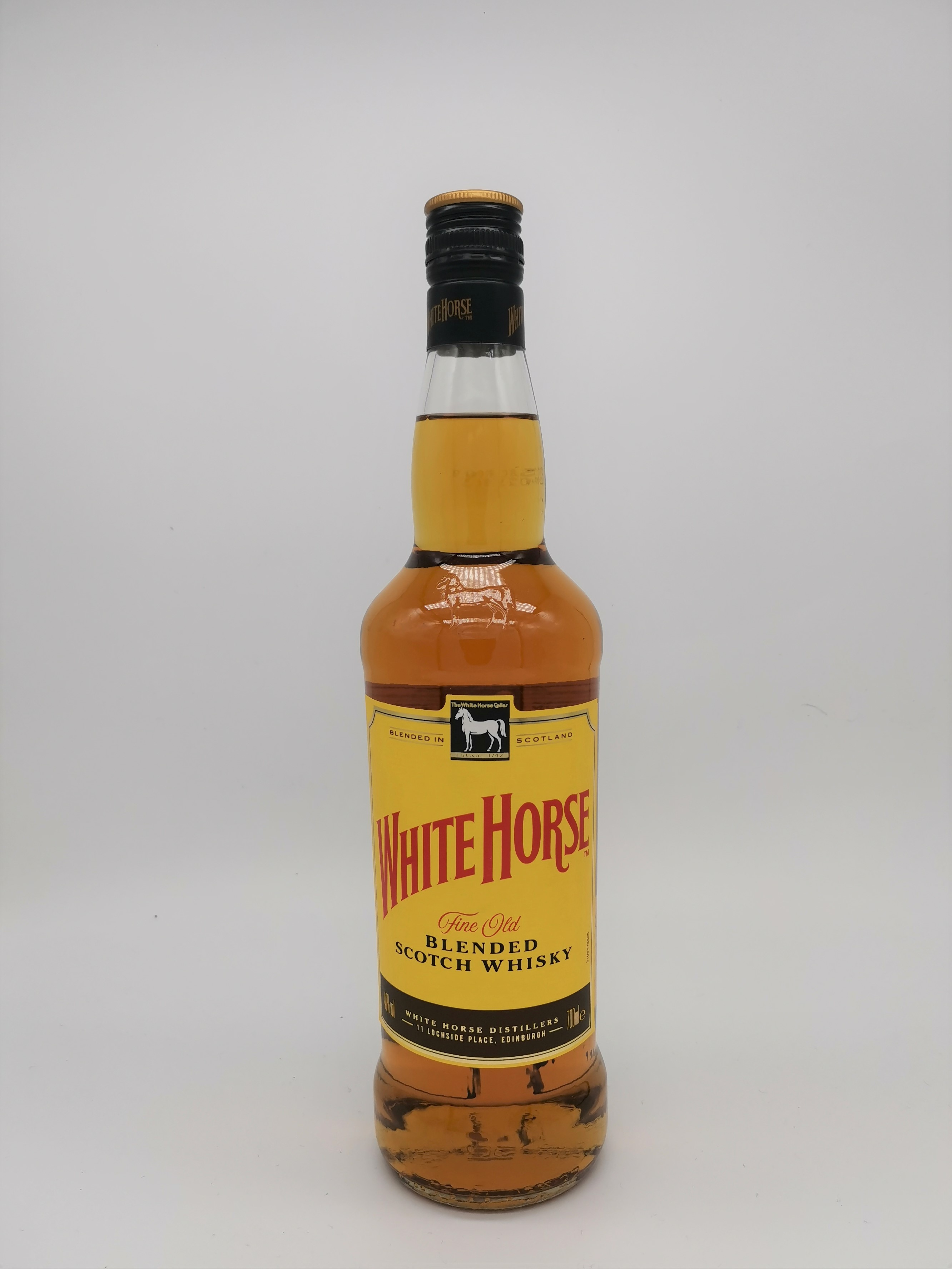
ホワイトホース ファインオールド
（画像は日本市場向け製品）

ホワイトホース（ 英: White Horse ）とは、スコッチ・ウイスキー（ブレンデッド・ウイスキー）の銘柄。
キーモルトはアイラモルトのラガヴーリン。他にオルトモーア・クライゲラキ・グレンエルギンなどのスペイサイドモルトの風味が加わる。
味に甘みがあり、特に日本市場専売品となる「ホワイトホース 12年」はストレートが嫌いな人でも飲みやすいブレンドとなっている。

## 歴史

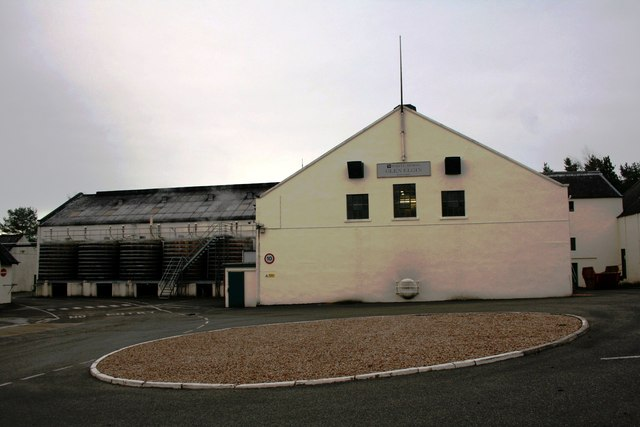
グレンエルギン蒸留所

ホワイトホースは1881年にブレンダーにして起業家のピーター・マッキーによって立ち上げられたブランドである。ホワイトホースの名前は、マッキーの家の近所であり、エディンバラ城にほど近いスコットランド軍の酒場兼定宿であった「白馬亭（ホワイトホースセラー）」に由来する。発売当初のブランド名は「White Horse Cellar」だったが、1960年ごろにCellarの文字が消滅し、ホワイトホースとなった。
ラベルの白馬は白馬亭の看板を描いたもので、下に刻まれた「1742」は白馬亭の創業年である。この旅籠は当時のエディンバラの文人が集う場所として知られ、1745年のジャコバイト蜂起の際にチャールズ・エドワード・ステュアートの支持者が集った場所として、スコットランドの人々にとって自由と独立の象徴であったとされる。
1926年に発明されたスクリューキャップをウイスキーボトルに初めて導入して売り上げを飛躍的に伸ばし、最盛期には年間200万ケース以上を出荷した。
1908年に英国王室御用達。
日本では2009年10月からディアジオとの業務提携に伴いキリン・ディアジオ（現・ディアジオジャパンアドミニストレーションサービシーズ）が輸入代行を、麒麟麦酒（二代目）が輸入販売をそれぞれ行っているが、以前は長年にわたり「ジャーディン ワインズ・アンド・スピリッツ」（現：MHD モエヘネシー・ディアジオ）が販売総代理店をしていた。日本国内でも白馬が野原を駆け抜ける映像のCMが放送されていたが、近年の日本国内におけるハイボールを中心としたウイスキーブームが追い風となり、2018年7月より日本国内で「ホワイトホース ハイボール缶」が発売されたのに伴い、俳優のオダギリジョーを起用したCMの放送が再開された。

## ラインナップ

### 現在の銘柄
- ホワイトホース ファインオールド（アルコール度数40%）※2.7L、および4.0Lの各ペットボトル入りのみ日本市場専売
  - 200ml、700ml、1.0L、1.75L、2.7Lペットボトル、4.0Lペットボトル
- ホワイト ホース 12年（アルコール度数40%）※日本市場専売
  - 700ml
- ホワイトホース 樽詰ハイボール（アルコール度数8％）※業務用。日本市場専売
  - 7.0L
- ホワイトホース ハイボール缶（アルコール度数6%） ※日本市場専売
  - 350ml、500ml

### 過去の銘柄
- ホワイトホース 8年
- ホワイトホース　エクストラファイン（アルコール度数43%）
  - 700ml

## 日本でのCMキャラクター
2024年4月現在
- 倉科カナ（2022年3月 - 、ファインオールド、および12年）

過去
- オダギリジョー（2018年7月 - 2021年2月、ファインオールド、およびハイボール缶）
- 大島優子（2021年3月 - 2022年2月、ファインオールド、および12年）